# Valun
Der kroatische Fischerhafen Valun ist ein eingemeindeter Ort der Stadt Cres. Der Ort liegt in einer langgestreckten, nach Norden hin orientierten Bucht in der Mitte der Insel Cres. Obwohl einiges an touristischer Infrastruktur vorhanden ist, blieb der Ort bislang vor dem Massentourismus verschont. Im deutschsprachigen Raum wurde er durch die Fernsehserie Der Sonne entgegen bekannt.
Ursprünglich lebten die Einwohner von Valun in dem nahegelegenen Ort Bućev, der heute verlassen ist. Dieser wurde etwas weiter im Landesinneren, als Schutz vor Piraten angelegt. Im heutigen Ort Valun findet sich eine Kirche, die dem Heiligen Markus geweiht ist, ein Hinweis darauf, dass Valun und die gesamte Insel Cres im Mittelalter zum Einflussbereich Venedigs gehört hatten. Diese Kirche beherbergt die sogenannte Tafel von Valun, mit glagolitischen und lateinischen Inschriften. Der in lateinischen Buchstaben abgefasste Text auf dieser Tafel gilt neben der Tafel von Baška als das älteste Schriftdenkmal der kroatischen Sprache.

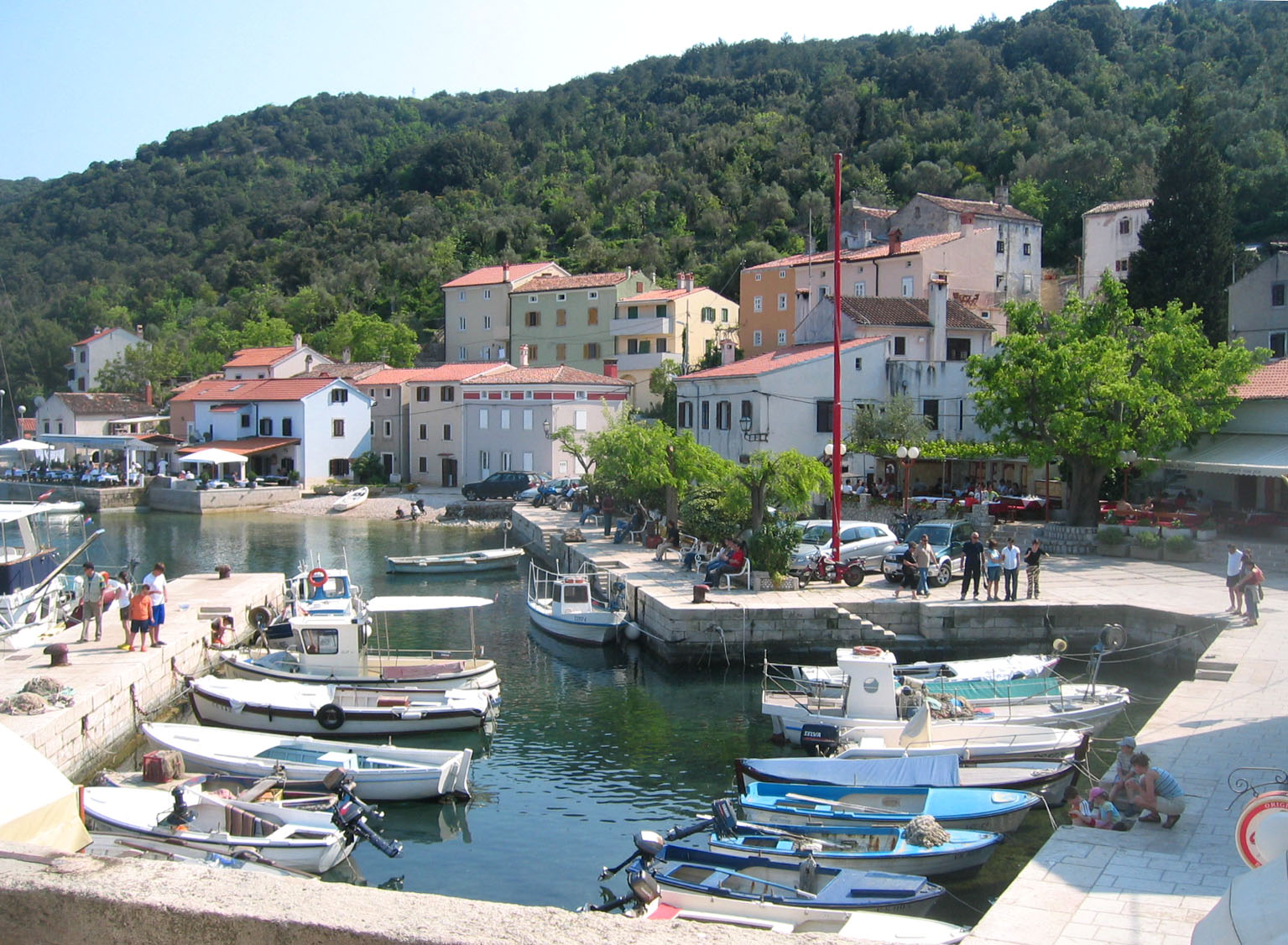
Hafen
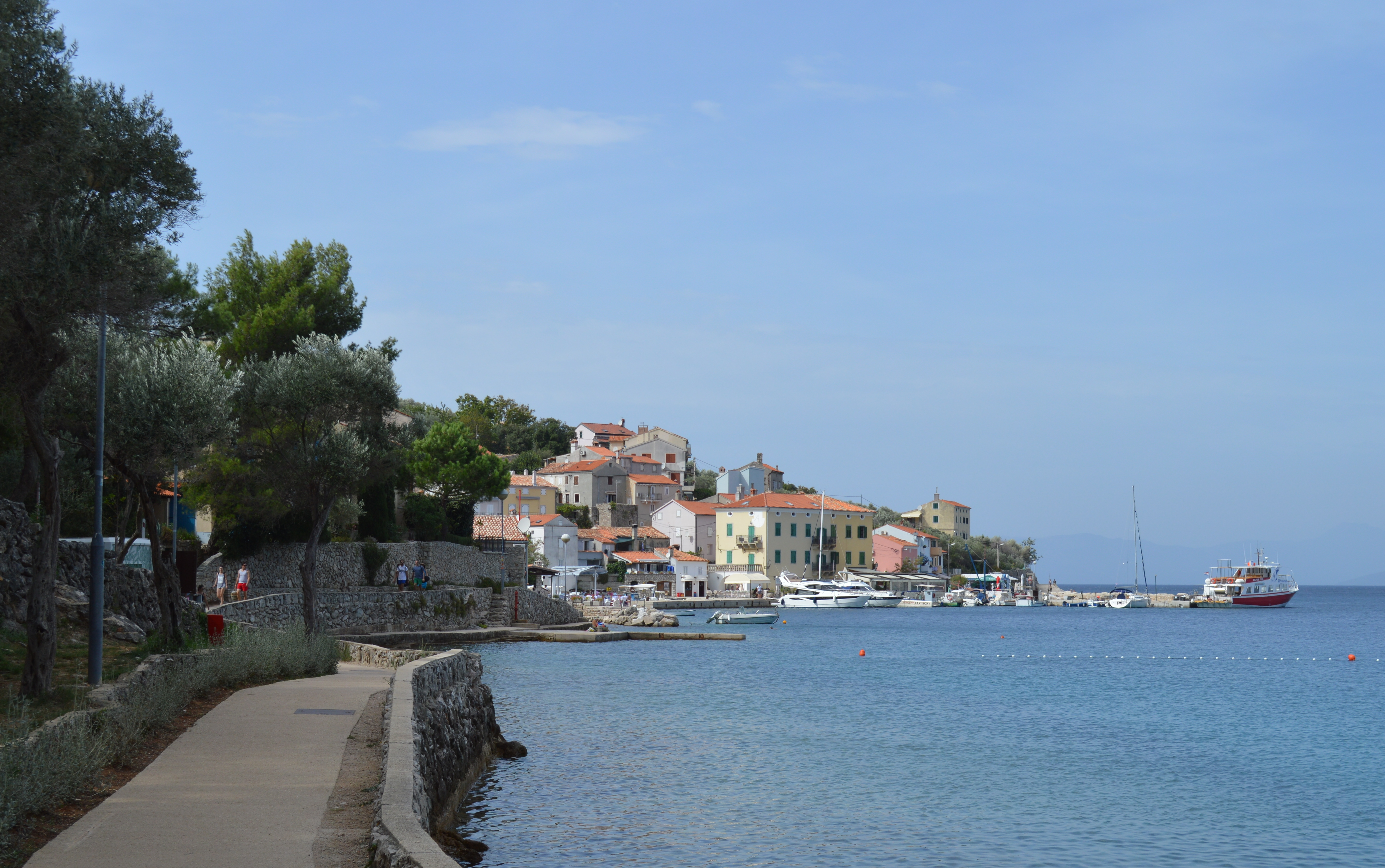
Blick vom Strand auf das Zentrum
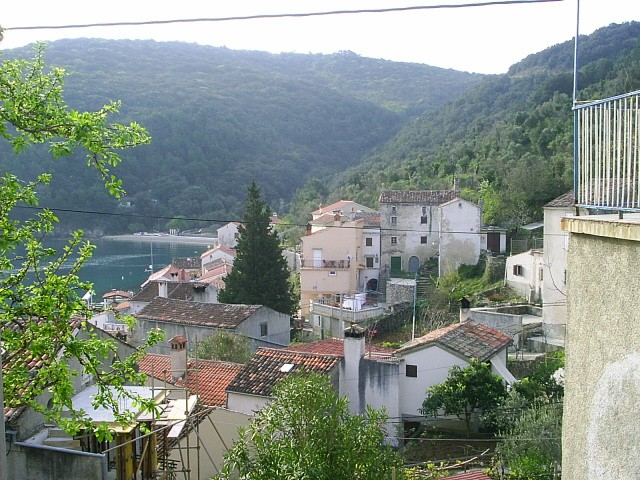
Blick über die Dächer